# Эксетер (река)
Э́ксетер (англ. Exeter River, Swamscot River) — река в Соединённых Штатах Америки, протекающая в округе Рокингхем на юго-востоке штата Нью-Гэмпшир. Правая составляющая реки Сквамскотт, которую образует сливаясь с Литтл-Ривер на высоте 8 м над уровнем моря. Длина реки — 57 км (55,5 миль).
Река начинается в 0,5 км от деревни Честер. Далее она течёт в общем восточном направлении к городу Эксетер.
Основные притоки — Грейт-Брук (пр.), Литтл-Ривер (пр.), Фордуэй-Брук (лв.).

В нескольких местах по течению реки имеются водопады и небольшие плотины, самая известная из которых, Великая плотина, была демонтирована летом 2016 года, в результате чего было восстановлено течение реки до ее в месте впадения в реку Сквамскотт. Как писал морской биолог Майкл Дионн (англ. Michael Dionne):
Однако более сложной задачей было провести количественный анализ того, насколько успешным было восстановление популяции сероспинок в реке Эксетер.